# Hagadá

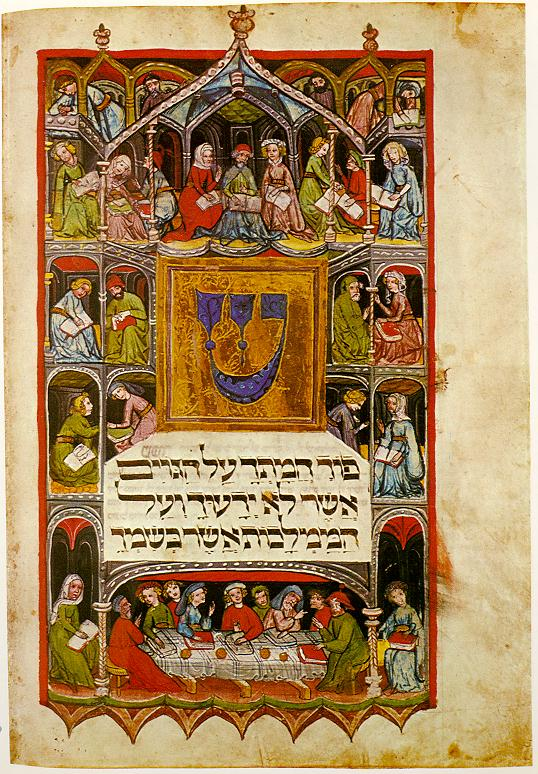
Hagadá do Pessach, XIV século d.C.

Hagadá ou hagadah  (do hebraico הגדה, transl. hagadá, "narração"), é o texto utilizado para os serviços da noite do Pessach, contendo a leitura da história da libertação do povo de Israel do Egito conforme é descrito no Livro do Êxodo. Por celebrar esta libertação, o Pessach é a mais importante das festas judaicas, e cada judeu tem por mandamento narrar às futuras gerações esta libertação. A Hagadá contêm a narrativa desta libertação, as orações, canções e provérbios judaicos que acompanham esta festividade. Na verdade, não existe um texto único de Hagadá: os diversos ramos do judaísmo têm suas variantes, conforme a orientação do específico rabino de cada sinagoga. Também corporações e instituições podem ter seu texto particular de Hagadá.